# Сокол, Игорь Сергеевич
Игорь Сергеевич Сокол (бел. Ігар Сяргеевіч Сокал; род. 4 марта 1962, Молодечно, Минская область) — белорусский государственный деятель, дипломат.

## Биография
Родился 4 марта 1962 года в Молодечно.
В 1983 году окончил Киевское высшее общевойсковое командное училище, в 1995 году — юридический факультет Киевского национального университета имени Тараса Шевченко, в 2000 — Академию управления при Президенте Республики Беларусь по специальности «Международные отношения».
С 1983 по 2000 годы служил в вооруженных силах СССР и Республики Беларусь. Работал в Аппарате Совета министров Республики Беларусь: с 25 марта 2003 года по 29 октября 2004 года — заместителем начальника главного управления международного сотрудничества и торговли — начальником управления международного сотрудничества, с 29 октября 2004 года по 28 апреля 2008 года — начальником главного управления международного сотрудничества и торговли.
В 2008 году назначен Чрезвычайным и Полномочным Послом Республики Беларусь в Республике Узбекистан. В 2013 году был освобожден от должности посла. С 2013 по 2015 годы — заместитель начальника главного управления России МИД Республики Беларусь. 27 января 2015 года назначен Руководителем Аппарата Совета Министров Республики Беларусь.
13 июня 2016 года назначен Чрезвычайным и Полномочным Послом Республики Беларусь на Украине. Освобождён от этой должности 19 октября 2024 года.

## Награды
- Медаль «За безупречную службу» III степени.
- Медаль «За безупречную службу» II степени[бел.] (1999).
- Почетные грамоты Совета Министров Республики Беларусь (2012, 2016[8]).

## Личная жизнь
Женат, имеет сына.